# متحف وقاعة مشاهير إلغاء الرق الوطني
يقع متحف وقاعة مشاهير إلغاء الرق الوطني في الطابق الثاني من الكنيسة المشيخية التاريخية، الواقعة في 5255 طريق بليزانت فالي، بين شارعي إليزابيث وبارك، في قرية بيتربورو بنيويورك. أُدرجت الكنيسة التي بُنيت عام 1820، في السجل الوطني للأماكن التاريخية عام 1994. لم يُستخدم المبنى ككنيسة منذ عام 1870، بل احتضن أكاديمية إيفانز ومدرسة بيتربورو يونيون ومدرسة بيتربورو الابتدائية. يحتضن الطابق الأول الآن (في عام 2022) مبنى بلديةسميثفيلد ، مع مكتب كاتب المدينة.
عُقد الاجتماع الافتتاحي في عام 1835 لجمعية ولاية نيويورك لمكافحة الرق في هذا المبنى. وعُفد الاجتماع في بيتربورو بسبب احباط الاجتماع الأصلي في أوتيكا على يد المتظاهرين المؤيدين للعبودية، بما في ذلك عمدة نيويورك، والمدعي العام في نيويورك صمويل بيردسلي. كان جيريت سميث من بيتربورو واقترحه كموقع بديل. حضر الاجتماع 1000 شخص كأكبر مؤتمر عُقد على الإطلاق في الدولة لأي غرض كان.:42

## أعضاء قاعة مشاهير إلغاء الوطنية

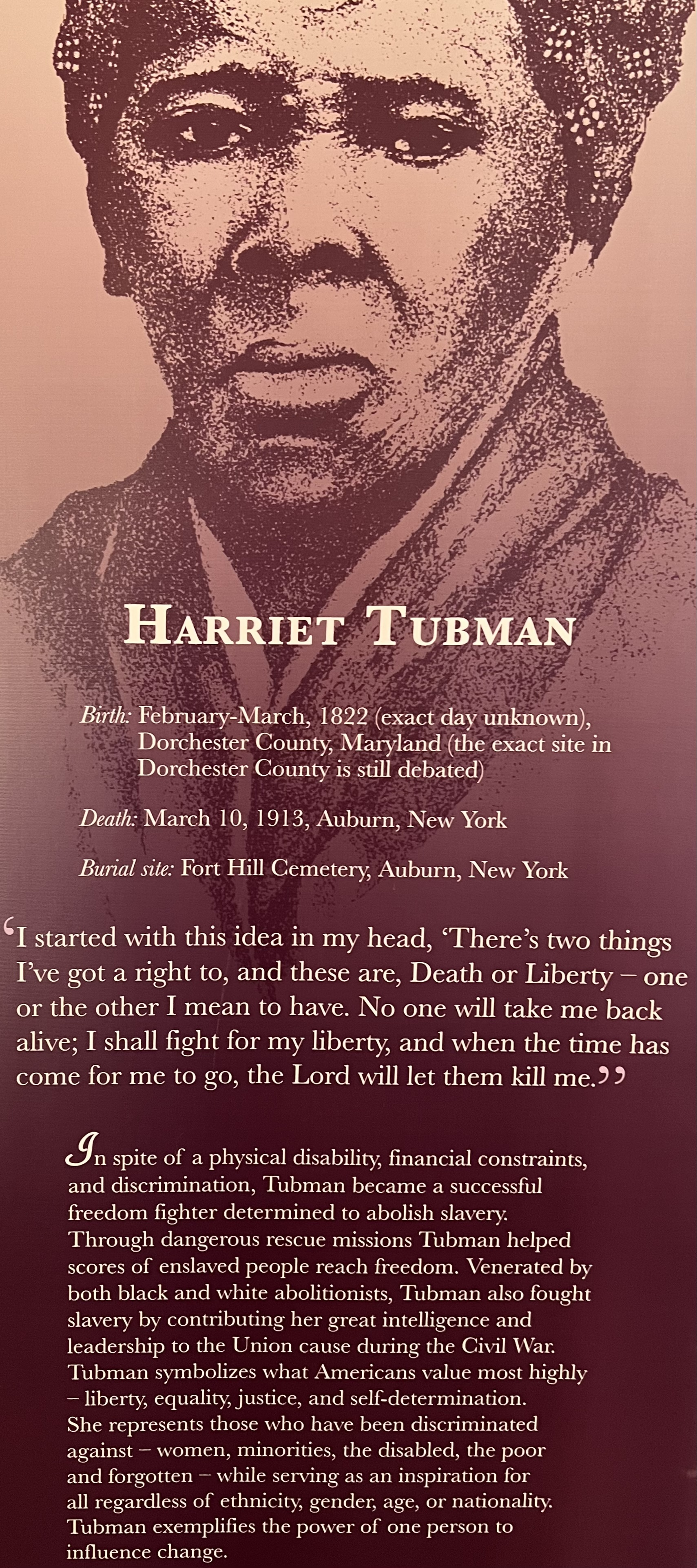
هارييت توبمان في متحف وقاعة الشهرة الوطنية لإلغاء الرق في بيتربورو بنيويورك.

تشمل القائمة التالية أسماء المُدرجين في قاعة المشاهير الوطنية لإلغاء الرق اعتبارًا من عام 2022:
- 2005
  - فريدريك دوغلاس
  - وليام لويد جاريسون
  - لوكريشيا موت
  - جيريت سميث
  - هارييت توبمان
- 2007
  - جون براون
  - ليديا ماريا تشايلد
  - ويندل فيليبس
  - سوجورنر تروث
- 2009
  - لويس تابان
  - ثيودور دوايت ويلد
- 2011
  - آبي كيلي فوستر
  - جيرمين ويسلي لوجين
  - جورج جافين ريتشي
- 2013
  - إيليا أبرشية لوفجوي
  - ميرتيلا مينر
  - جون رانكين
  - جوناثان والكر
- 2016
  - القس. جون جريج في
  - بيريا جرين
  - أنجلينا جريمك ويلد
  - جيمس دبليو سي بنينجتون
- 2018
  - فرانسيس إلين واتكينز هاربر
  - لورا سميث هافيلاند
  - صموئيل جوزيف ماي[5]